# おいしい季節/決定的三分間
「おいしい季節／決定的三分間」（おいしいきせつ／けっていてきさんぷんかん 英題：The Creamy Season / The Dicisive 3min.）は、2011年3月2日にDefSTAR RECORDSより発売された栗山千明の4枚目のシングル。

## 解説
前作から2ヶ月ぶりのシングル。栗山ロック三部作のトリを飾るシングルと紹介された。自身初の両A面シングルで、表題の2曲とも東京事変のボーカリスト、椎名林檎による作詞・作曲・プロデュース。演奏も東京事変によって行われている。
ジャケットが2種類用意されており、表題2曲の収録順が異なっている。
初回限定仕様には「栗山千明トレーディングカード」が付いていて、2種から1種がランダム封入。2種類のジャケットそれぞれに2種ずつ存在するので、トレーディングカードは総じて全4種存在する。また、初回限定仕様は「見開きダブル紙ジャケット仕様」で、2011年3月16日に発売するアルバム「CIRCUS」との「W購入者特典応募券」も封入されている。
発売記念イベントが、2011年3月5日にタワーレコード新宿店で、2011年3月19日にタワーレコード渋谷店で行われた。
また、発売記念に「ひな祭りロックナイト」を開催し、トークショーやMV・MVメイキング映像の上映もされた。
SCHOOL OF LOCK!サイトで、「SOL特製待ち受け」が配信された。
- 「おいしい季節」は、恋する女の子の気持ちを歌ったバラードとなっている。椎名自身も東京事変のラストツアー『Bon Voyage』やアルバム『逆輸入 〜航空局〜』、『椎名林檎 十五周年 党大会 平成二十五年神山町大会』及び『椎名林檎 十五周年 班大会 平成二十五年浜離宮大会』でセルフカバーしている。また、ソロ名義でセルフカバーした音源が明治「meiji THE Chocolate」のCMソングに起用された[2]。
- 「決定的三分間」は、東京事変の楽曲「能動的三分間」と同様のコンセプト（曲の長さが3分丁度、BPM120）の楽曲である。2月12日にSHIBUYA-AXにて行われた「バレンタイン・スペシャルライブ」にて初披露され、拡声器を使ったパフォーマンスを披露した。ミュージック・ビデオ内でも拡声器を使って歌うシーンがある。また、椎名自身もアルバム『逆輸入〜港湾局〜』や、ライブ『林檎博'14 -年女の逆襲-』にてセルフカバーをしている。
- 「CAT'S EYE」は杏里の「CAT'S EYE」のカバー曲。

## 収録曲
| #  | タイトル         | 作詞     | 作曲       | 編曲、プロデュース | 時間 |
| -- | ---------------- | -------- | ---------- | ------------------ | ---- |
| 1. | 「おいしい季節」 | 椎名林檎 | 椎名林檎   | 椎名林檎           | 4:14 |
| 2. | 「決定的三分間」 | 椎名林檎 | 椎名林檎   | 椎名林檎           | 3:00 |
| 3. | 「CAT'S EYE」    | 三浦徳子 | 小田裕一郎 | 江口亮             | 2:58 |

| #  | タイトル         | 作詞     | 作曲       | 編曲、プロデュース | 時間 |
| -- | ---------------- | -------- | ---------- | ------------------ | ---- |
| 1. | 「決定的三分間」 | 椎名林檎 | 椎名林檎   | 椎名林檎           | 3:00 |
| 2. | 「おいしい季節」 | 椎名林檎 | 椎名林檎   | 椎名林檎           | 4:16 |
| 3. | 「CAT'S EYE」    | 三浦徳子 | 小田裕一郎 | 江口亮             | 2:54 |